# Sloanea steyermarkii
Sloanea steyermarkii là một loài thực vật có hoa trong họ Côm. Loài này được Earle Sm. miêu tả khoa học đầu tiên năm 1967.